# Tenryū (croiseur)
Pour les articles homonymes, voir Tenryū (homonymie).
Le Tenryū (天龍) était un croiseur léger, navire de tête de classe Tenryū en service dans la Marine impériale japonaise. Le navire est baptisé sous le nom de la rivière Tenryū, située dans les préfectures de Nagano et de Shizuoka, au Japon.

## Historique

### Début de carrière
Mis en service à l'arsenal naval de Yokosuka le 20 novembre 1919, il est navire amiral de la 2e escadre de destroyers de la 2e flotte basée au district naval de Kure.
L'année suivante, le navire patrouille au large de la côte est de l'Union soviétique, fournissant un soutien aux troupes japonaises lors de l'intervention en Sibérie contre les Bolcheviks de l'Armée rouge. Il est mis en réserve à Kure à trois reprises entre 1921 et 1925. À partir du 5 février 1927, il effectue des patrouilles à l'embouchure de la rivière Yangtze.
Après une rénovation mineure fin 1927, le Tenryū devient navire amiral de la 1re escadre de destroyers. À partir du 1er décembre 1928, il est affecté à Kure, siégeant en tant que navire-école à l'académie navale impériale du Japon.
Le 9 octobre 1931, le Tenryū rejoint la 3e flotte et patrouille dans la rivière Yangtze, en Chine, participant à la guerre de Shanghai en 1932. En octobre 1933, il retourne au Japon et est basé à Kure à partir de novembre 1934. Le 26 septembre 1935, pendant un typhon lors d'une manœuvre de la flotte, sa coque est endommagée. Les travaux à l'arsenal naval de Kure dureront jusqu'en mai 1936.
À partir de novembre 1936, le Tenryū et son sister-ship Tatsuta opèrent dans la 10e escadre de croiseurs de la 3e flotte, remplaçant le croiseur Kuma. Lors de la seconde guerre sino-japonaise, le Tenryū prend part au débarquement de l'Armée impériale japonaise à Shanghai et au blocus de la côte chinoise. Transféré dans la 5e flotte, le croiseur couvre le débarquement des forces japonaises à Amoy le 10 mai 1938 et à Guangzhou le 1er juillet. Les Tatsuta et Tenryū patrouillent dans les eaux chinoises jusqu'au 14 décembre 1938, lorsqu'ils sont placés en réserve. À partir du 1er décembre 1939, le Tenryū est basé au district naval de Maizuru en tant que navire de garnison et de formation pour l'académie impériale d'ingénierie navale du Japon.
Le 15 novembre 1940, en vue d'une guerre contre les États-Unis, les Tenryū et Tatsuta sont modernisés et rénovés. Les deux mitrailleuses de 13,2 mm, ajoutées en 1937, sont remplacées par 2 affûts doubles de 25 mm. Le Tenryu est le premier navire de la Marine impériale japonaise à être équipé de tubes lance-torpilles triples.

### Début de la guerre du Pacifique
À partir du 12 septembre 1941, les sister-ships sont déployés à Truk dans la 18e division de croiseurs de la 4e flotte. Pendant l'attaque sur Pearl Harbor, la 18e division de croiseurs est déployée à partir de Kwajalein pour conduire les forces d'invasions à Wake. Le Tenryū bombarde des installations américaines lors de la bataille de l'atoll de Wake et participe également à l'invasion de l'atoll le 21 décembre.
Le 20 janvier 1942, les Tatsuta et Tenryū sont affectés à la couverture des transports de troupes lors de l'invasion de Kavieng (Nouvelle-Irlande) et Gasmata (en) (Nouvelle-Bretagne) les 3 et 9 février. Fin février, ils retournent à Truk.
Lors d'un carénage à Truk le 23 février, deux autres affûts doubles de 25 mm sont installés à l'arrière.

### Campagnes des îles Salomon et de Nouvelle-Guinée
À partir de mars, le Tenryū et la 18e division de croiseurs couvrent de nombreux débarquements de troupes dans les Îles Salomon, en Nouvelle-Guinée, à Lae, Salamaua, Buka, Bougainville, Rabaul, Shortland, Kieta, Manus, dans les îles de l'Amirauté et à Tulagi, retournant à Truk, le 10 avril.
Les Tatsuta et Tenryū sont assignés à l'opération Mo qui est finalement annulée à la suite de la bataille de la mer de Corail. Il retourne alors à l'arsenal naval de Maizuru le 24 mai et y reste un mois. Le 23 juin, ils retournent à Truk. Les Tatsuta et Tenryū escortent un convoi à Guadalcanal le 6 juillet, contenant un bataillon chargé de la construction d'une piste d'atterrissage.
Le 14 juillet 1942, la 18e division de croiseurs du contre-amiral Mitsuharu Matsuyama est transférée dans la 8e flotte du vice-amiral Gunichi Mikawa basé à Rabaul. Le 20 juillet, le Tenryū couvre les troupes de débarquement lors de l'invasion de Buna, en Nouvelle-Guinée (opération RI).

### Bataille de l'île de Savo
Le 9 août 1942, le Tenryū prend part à la bataille de l'île de Savo, en collaboration avec les croiseurs Yūbari, Aoba, Kako, Kinugasa, Furutaka, Chōkai et le destroyer Yūnagi, attaquant le Task Group 62.6 qui escorte des forces d'invasion pour Guadalcanal. Dans la nuit, il coule de deux torpilles le croiseur USS Quincy. Il participe également à la destruction des navires USS Astoria, Vincennes et HMAS Canberra. En outre, le croiseur USS Chicago et les destroyers USS Ralph Talbot et USS Patterson sont également endommagés. Le Tenryū est touché par une bombe du Chicago, tuant 23 membres d'équipage. Il reste ensuite basé à Rabaul jusqu'à la fin du mois d'août, escortant des convois de troupes et d'approvisionnements.
Le 25 août, il couvre le débarquement de 1 200 hommes de la « force navale spéciale de débarquement » no 5 Kure dans la baie de Milne, en Nouvelle-Guinée (opération RE). Le 6 septembre, il contribue à l'évacuation des troupes survivantes après leur défaite, tout en bombardant le quai de Gili Gili, au cours de laquelle il coule le cargo britannique Anshun (en).
Le 2 octobre à Rabaul, il est touché par une bombe larguée d'un B-17 du 19e groupe de bombardiers du Fifth Air Force. La bombe tue 30 membres d'équipage, sans grands dommages. Il prend part à des « Tokyo Express » de Rabaul à Guadalcanal jusqu'à début novembre, évacuant le 26 octobre 190 membres de la « force de débarquement des opérations de nuit ». Il échappe de justesse à une torpille lancée par l'USS Plunger (en) le 3 novembre au large de l'île de Santa Isabel. Le 8 novembre, il est attaqué par trois PT boats (PT-37, PT-39, et PT-61) au large du cap Tassafaronga, mais s'échappe sans dommages.

### Bataille navale de Guadalcanal
Le 13 novembre 1942, le Tenryū quitte les Shortland pour Guadalcanal avec la force d'intervention qui a pour objectif de neutraliser l'aéroport Henderson Field. Le groupe est attaqué le lendemain par l'USS Flying Fish (en), des bombardiers torpilleurs de l'USS Enterprise et des Grumman TBF Avenger de l'United States Marine Corps basés à Guadalcanal. Au cours de la bataille, le Kinugasa est coulé et le Chōkai est légèrement endommagé. Un bombardier en piqué Douglas SBD Dauntless s'écrase sur le croiseur Maya, tandis que le Tenryū, non endommagé, retourne aux Shortland.
Le 16 décembre 1942, le Tenryū fait route vers Madang, en Nouvelle-Guinée, en compagnie des destroyers Isonami, Inazuma, Suzukaze et Arashio et les croiseurs auxiliaires Aikoku Maru et Gokoku Maru (en), arrivant à destination le 18 décembre.
Le jour suivant, alors qu'il reprend la mer, il est attaqué par le sous-marin USS Albacore qui tire trois torpilles dans sa direction. Le navire disparaît des flots à 23 h 20 à la position géographique 5° 12′ S, 145° 56′ E. Vingt-trois membres de l'équipage meurent dans cette attaque. Les survivants, dont le capitaine Ueda, sont secourus par le Suzukaze.
Il est rayé des listes le 20 janvier 1943.